# 186
El año 186 (CLXXXVI) fue un año común comenzado en sábado del calendario juliano, en vigor en aquella fecha.
En el Imperio romano el año fue nombrado el del consulado de Aurelio y Glabrión, o menos frecuentemente, como el 939 ab urbe condita, siendo su denominación como 186 a principios de la Edad Media, al establecerse el anno Domini.

## Acontecimientos
- En Italia sucede un fenómeno meteorológico que describirá años más tarde el historiador Herodiano (178-252) en Roma. Podría coincidir con el fenómeno descrito en el siglo V por el escritor Fan Ye (sucedido varios siglos atrás en China) y que podría deberse a la explosión del volcán Taupo, en Nueva Zelanda, que fue la erupción más violenta de los últimos 5000 años.

## Nacimientos
- 4 de abril: Caracalla, futuro emperador de Roma.

## Fallecimientos
- Apolonio, apologista cristiano.